# Broadway mon amour
« Give My Regards to Broadway » redirige ici. Pour la chanson, voir Give My Regards to Broadway (chanson).
Pour plus de détails, voir Fiche technique et Distribution.
Broadway mon amour (titre original : Give My Regards to Broadway) est un film américain réalisé par Lloyd Bacon, sorti en 1948.
Le film a réalisé 2,1 millions US$ de recettes aux États-Unis.

## Synopsis
La famille Norwick a connu le succès dans le monde du vaudeville mais certains de ses membres veulent quitter ce milieu. Maman est prête à prendre sa retraite à la ferme familiale et sa fille June veut également mettre un terme à sa carrière étant donné qu'elle est fiancée. Il ne reste plus que papa et son fils Bert, qui sont heureux de travailler à deux. Rapidement pourtant, l'amour de Bert pour le baseball prend le pas sur ses ambitions dans le show-business surtout après qu'on lui ait offert un contrat de ligue majeure. Il doit maintenant trouver comment annoncer la nouvelle à son père.

## Fiche technique
- Titre original : Give My Regards to Broadway
- Titre français : Broadway mon amour[2]
- Réalisation : Lloyd Bacon
- Scénario : Samuel Hoffenstein, John Klempner, Elizabeth Reinhardt
- Direction artistique : J. Russell Spencer, Lyle Wheeler
- Décors : Ernest Lansing, Thomas Little
- Costumes : Bonnie Cashin
- Photographie : Harry Jackson
- Son : Roger Heman Sr., Arthur von Kirbach
- Montage : William Reynolds
- Musique : David Buttolph, Cyril J. Mockridge, Alfred Newman
- Production : Walter Morosco, Darryl F. Zanuck
- Société de production : 20th Century Fox
- Société de distribution : 20th Century Fox
- Budget : 2 millions US$[3]
- Pays de production :  États-Unis
- Langue originale : anglais
- Format : couleur (Technicolor) — 35 mm — 1.37:1 — son monophonique
- Genre : Comédie musicale
- Durée : 92 minutes
- Date de sortie :
  - États-Unis : 8 juin 1948

## Distribution
- Dan Dailey : Bert Norwick
- Charles Winninger : Albert Norwick
- Nancy Guild : Helen Wallace
- Charles Ruggles : Toby Helper
- Fay Bainter : Fay Norwick
- Georgia Caine : Mme Waldron
- Barbara Lawrence : June Norwick
- Jane Nigh : May Norwick
- Charles Russell : Arthur Waldron Jr.
- Sig Ruman : Arthur Dinkel
- Howard Freeman : M. Waldron
- Herbert Anderson : Frank Doty
- Pat Flaherty : Wallace (non crédité)
- Paul Harvey : M. Boyd (non crédité)
- Sam McDaniel : Porter (non crédité)